# Ivano Ricci
Professore Ivano Ricci (Caprese Michelangelo, 2 marzo 1885 – Caprese Michelangelo, 10 agosto 1966) è stato un presbitero, storico e poeta italiano.
Ha dedicato studi a illustri personaggi del Rinascimento italiano, quali Luca Pacioli, per il quale ha pubblicato documentazione inedita, e Michelangelo Buonarroti.

## Biografia
Nato nella frazione Monna del comune di Caprese Michelangelo, compie gli studi ginnasiali, liceali e teologici nel Seminario Vescovile di Arezzo. Il 10 agosto 1910 è ordinato sacerdote e incardinato nella diocesi di Arezzo, svolgendo gli incarichi di cappellano della chiesa cittadina della SS. Annunziata e di insegnante nel seminario vescovile fino al 1923, quando viene incardinato nella diocesi di Sansepolcro, sua diocesi di origine. L'8 gennaio 1924 viene nominato parroco di San Cristoforo a Monna, nella quale era nato 39 anni prima.
A Sansepolcro si inserisce rapidamente nel tessuto culturale locale. Il 22 marzo 1933 la Brigata degli amici dei Monumenti elegge il primo consiglio direttivo, composto dal cav. Gherardo Buitoni, podestà e presidente onorario, dal cav. Angiolo Mariucci, vicepodestà e presidente elettivo, dal dott. Ugo Giovagnoli, vicepresidente, dal m.° Dante Gennaioli, regio ispettore ai monumenti e opere d’arte per il mandamento, segretario, dal cav. dott. Raffaello Alessandri e dal prof. don Ivano Ricci come consiglieri. Nel 1936 promuove il restauro dell'antica chiesa, consacrata dal vescovo di Sansepolcro, mons. Pompeo Ghezzi, il 24 luglio di quell'anno. Successivamente promuove anche la nascita dell'asilo parrocchiale.
Dal 1924 fino quasi alla morte ha insegnato italiano nel Seminario Vescovile di Sansepolcro. Nel 1956 papa Pio XII lo insignì del titolo di monsignore; per la circostanza un suo ex alunno, don Battista Gregori, gli scrisse: «L'impegno, la passione anzi, con la quale lei per anni veramente innumerevoli (per noi giovani) si è dedicato all'insegnamento in seminario (cito la sua attività che fra tante mi ha toccato da vicino), e l'amore paterno col quale lei ci circondava e sosteneva tutti durante i nostri sforzi, questo solo le meritava l'alto riconoscimento, e questo solo ardisco ricordare!".
Le attività che hanno maggiormente qualificato la sua opera sono state quelle di direttore della Biblioteca Comunale di Sansepolcro (dal 1930 al 1966) e di storico. Significativa anche la sua opera poetica, pubblicata in quattro raccolte negli anni 1933 (Sullo schermo del tempo), 1934 (Nella luce di Roma), 1940 (Motivi lirici) e 1962 (I giorni del viandante).
Nel 1934 è nominato socio dell'Accademia Petrarca di Lettere, Arti e Scienze di Arezzo e nel 1940 è nominato dal Ministero della Pubblica Istruzione ispettore bibliografico per le biblioteche popolari dei comuni di Anghiari, Monte San Savino, Badia Tedalda, Caprese Michelangelo, Pieve Santo Stefano, San Giovanni Valdarno e Sansepolcro. Fu stimato amico di Giovanni Papini, che lo indicò all'editore fiorentino Vallecchi quale persona da coinvolgere nella diffusione del libro e della cultura italiana.
Muore a Caprese Michelangelo il 10 agosto 1966, giorno del 56º anniversario della sua ordinazione sacerdotale.
La sua memoria è rimasta molto radicata sia a Sansepolcro che a Caprese Michelangelo: a Sansepolcro nel 1994 è stata intitolata a suo nome una strada del quartiere Sacro Cuore, nella periferia est; a Caprese si sono tenute commemorazioni pubbliche, con celebrazioni liturgiche e tornate accademiche, nel 1966 (a un mese dalla morte), nel 1991 (a venticinque anni dalla morte) e nel 2016 (a cinquanta anni dalla morte).

## Studi
La produzione del Ricci si caratterizza per l'attenzione alla storia locale e l'apertura allo studio della biografia di importanti personaggi della storia culturale italiana, quali Dante Alighieri, Luca Pacioli e Michelangelo Buonarroti. In particolare è nella biografia del Pacioli che il Ricci consegue le acquisizioni più significative, grazie ad ampie indagini d'archivio, sia nell'archivio diocesano che in quello comunale di Sansepolcro.

## Scritti
- IVANO RICCI, Borgo S. Sepolcro, la perla camaldolese, in «Rivista Camaldolese», I/9, 1926, pp. 196–198.
- IVANO RICCI, Nella Valle Tiberina. Le abbazie di Tifi e Dicciano, in «Rivista Camaldolese», I/7, 1926, pp. 170–172.
- IVANO RICCI, L’abbazia di Anghiari, in «Rivista Camaldolese», II/4, 1927, pp. 358–360.
- IVANO RICCI, Borgo Sansepolcro. Monografia storico-artistica, Sansepolcro, Tipografia Boncompagni, 1932, pp. 111, tav. b/n.
- IVANO RICCI, Caprese-Michelangelo nella storia e nella tradizione, in «L’Alta Valle del Tevere», I/1, 1933, pp. 19–22.
- IVANO RICCI, Il Libro di Roberto Longhi su Piero della Francesca, in «L’Alta Valle del Tevere», I/5, 1933, p. 12.
- IVANO RICCI, Sullo schermo del tempo. Versi, con prefazione di Clemente Barbieri, Sansepolcro, Tipografia Boncompagni, 1933, pp. VIII, 96.
- IVANO RICCI, Un maestro per Petrarca: Dionigi Roberti da Sansepolcro, in «L’Alta Valle del Tevere», I/2, 1933, pp. 27–30.
- IVANO RICCI, Nella luce di Roma. Versi, Firenze, Felice Le Monnier, 1934, pp. 74.
- IVANO RICCI, Santa Maria della Selva. Note storiche, Sansepolcro, Scuola Tipografica La Resurrezione, 1934, pp. 26, ill. b/n.
- IVANO RICCI, La Compagnia del SS. Crocifisso e la chiesa di S. Rocco, Sansepolcro, Scuola Tipografica La Resurrezione, 1935, pp. 20, tav. b/n.
- IVANO RICCI, La chiesa di S. Cristoforo a Caprese Michelangelo, Sansepolcro, Tipografia Boncompagni, 1936, pp. 22, ill. b/n.
- IVANO RICCI, La Fraternita di S. Bartolomeo, Sansepolcro, Scuola Tipografica La Resurrezione, 1936, pp. 46.
- IVANO RICCI, Notazione bibliografica degli incunaboli conservati nella Biblioteca Comunale di Borgo S. Sepolcro, Reggio Emilia, Scuola di Bibliografia Italiana, 1936, pp. 16.
- IVANO RICCI, Il “Palazzo delle Laudi” di Sansepolcro, in «L’Alta Valle del Tevere», VI/3-4, 1938, pp. 40–41.
- IVANO RICCI, Il restauro della Pinacoteca Comunale di Sansepolcro, in «Atti e memorie della R. Accademia Petrarca», nuova serie XXV, 1938, pp. 314–316.
- IVANO RICCI, La R. Accademia della Valle Tiberina Toscana istituita a Sansepolcro nel 1830, Sansepolcro, Tipografia Boncompagni, 1938, pp. 41.
- IVANO RICCI, Torquato Tasso a Sansepolcro?, in «L’Alta Valle del Tevere», VI/5-6, 1938, pp. 39–40.
- IVANO RICCI, Uomini illustri di Sansepolcro, in «L’Alta Valle del Tevere», VI/5-6, 1938, pp. 31–35.
- IVANO RICCI, La chiesa di Giglione a Caprese Michelangelo, Sansepolcro, Tipografia Boncompagni, 1939, pp. 15, tav. b/n.
- IVANO RICCI, Un amico del Petrarca: Dionigi Roberti da Borgo S. Sepolcro O.S.A., in «Bollettino Storico Agostiniano», XV/2-3, 1939, pp. 41–43.
- IVANO RICCI, Fra Luca Pacioli l’uomo e lo scienziato (con documenti inediti), Sansepolcro,  Stabilimento tipografico Boncompagni, 1940, pp. 56, tav. b/n.
- IVANO RICCI, “Il Palazzo delle Laudi” a S. Sepolcro, in «Atti e memorie della Reale Accademia Petrarca di Lettere, Arti e Scienze», nuova serie, XXX-XXXI, 1941, pp. 101–106.
- IVANO RICCI, Motivi lirici. Con saggio di epigrafi, Sansepolcro, Tipografia Boncompagni, 1940, pp. 100.
- IVANO RICCI, L’abbazia camaldolese e la cattedrale di San Sepolcro, Sansepolcro, Tipografia Boncompagni, 1942 [ma 1941], pp. 80, tav. b/n.
- VICO CARINI, Breve guida storico-artistica della cattedrale di S. Sepolcro, Sansepolcro, Tipografia Boncompagni, 1943, pp. 14.
- IVANO RICCI, Il Seminario Vescovile di S. Sepolcro. Memoria storica, Sansepolcro, Tipografia Boncompagni, 1942, pp. 21, 1 tav. b/n.
- IVANO RICCI, Il beato Ranieri dei Minori Conventuali di S. Sepolcro (123…-1304), Sansepolcro, Tipografia Boncompagni, 1944, pp. XVI, 31, tav. b/n.
- IVANO RICCI,  La città di S. Sepolcro sotto il dominio napoleonico (1808-1814), Sansepolcro, Tipografia Boncompagni, 1944, pp. 19.
- IVANO RICCI, Uomini illustri di Sansepolcro, Sansepolcro, Tipografia Boncompagni, 1946, pp. 94.
- IVANO RICCI, Michelangiolo capresano, Sansepolcro, Tipografia Boncompagni, 1950, pp. 31, ill. b/n.
- IVANO RICCI, I Longobardi de Caprise, in Atti del primo Congresso Internazionale di Studi Longobardi (Spoleto 1951), Spoleto 1952, pp. 469–471.
- IVANO RICCI, La scuola delle Maestre Pie di Sansepolcro (1752-1952), Sansepolcro, Tipografia Boncompagni, 1952, pp. 18.
- IVANO RICCI, Il culto mariano nella diocesi di Sansepolcro, Sansepolcro, Tipografia Boncompagni, 1955, pp. VI, 48, ill. b/n.
- IVANO RICCI, Storia di (Borgo) Sansepolcro, Sansepolcro, Tipografia Boncompagni, 1956, pp. 122 p., tav. b/n.
- IVANO RICCI, Le vicende di Caprese piccola patria di Michelangiolo, Sansepolcro, Tipografia Boncompagni, 1958, pp. 67, tav. b/n.
- Ivano Ricci, Istantanee rurali, Città di Castello, Tipografia Bettacchioli, 1960.
- IVANO RICCI, I giorni del viandante, Città di Castello, Tipografia Bettacchioli, 1962, pp. 49.
- IVANO RICCI, Anghiari. Panorami altotiberini, Città di Castello, Tipografia Bettacchioli, 1963, pp. 32, ill. b/n.
- IVANO RICCI, Michelangelo. L’uomo – il sommo artista, Sansepolcro, Tipografia Boncompagni, 1964, pp. 23, ill. b/n.
- IVANO RICCI, Dante nel Casentino e in Arezzo, Sansepolcro, Tipografia Boncompagni, 1965, pp. 37, tav. b/n.